# Chmielnik Miasto
Chmielnik Miasto – dawna wąskotorowa stacja kolejowa w Chmielniku, w gminie Chmielnik, w powiecie kieleckim, w województwie świętokrzyskim, w Polsce.